# Императорский вальс
«Императорский вальс» (англ. The Emperor Waltz) — романтическая комедия режиссёра Билли Уайлдера, вышедшая на экраны в 1948 году. Лента получила две номинации на премию «Оскар» — за лучшую музыку и за лучшие костюмы в цветном фильме (Эдит Хэд и Джил Стил), а также номинацию на премию Гильдии сценаристов США за лучший американский мюзикл.

## Сюжет
Действие происходит в начале XX века в Австро-Венгерской империи. Американский коммивояжёр Вёрджил Смит приезжает в Вену в надежде продать императору новое изобретение — фонограф, — и тем самым обеспечить ему массовую популярность. В приёмной императорского дворца Вёрджил встречает молодую графиню Йоханну Августу Франциску фон Штолценберг-Штолценберг, которая пришла договориться о «свадьбе» между её пуделем Шахерезадой и одним из пуделей императора. Столкновение между беспородной собакой американца Баттонсом и Шахерезадой приводит к неразберихе, в результате которой Вёрджила выставляют из дворца. Однако тот не унывает и отправляется в Тироль, где располагается загородная резиденция императора. Тем временем выясняется, что Шахерезада испытала нервный срыв, и «собачий психоаналитик» доктор Цвибак советует ещё раз встретиться с Баттонсом, чтобы развеять страхи и восстановить покой в душе пуделя. Это вынуждает графиню искать встречи с Вёрджилом, в результате чего не только Шахерезада восстанавливает покой, но и сама Йоханна влюбляется в американца…

## В ролях
- Бинг Кросби — Вёрджил Смит
- Джоан Фонтейн — Йоханна Августа Франциска
- Роланд Калвер — барон Голения
- Люсиль Уотсон — принцесса Битоцка
- Ричард Хэйдн — император Франц-Иосиф
- Гарольд Вермилия — Чамберлен
- Зиг Руман — доктор Цвибак

## Производство
После выхода ленты «Потерянный уикэнд» в конце 1945 года Билли Уайлдер и Чарльз Брэкетт начали совместную работу над фильмом о проблемах, с которыми столкнулись американские военнослужащие, дислоцированные в Европе после Второй мировой войны. Уайлдер отправился в Европу, чтобы исследовать этот вопрос, но посещения концентрационных лагерей так взволновало его, что он вернулся в Голливуд с решением вместо этого написать и снять музыкальную комедию. Он знал Бинга Кросби со времен певца Пола Уайтмена, они вместе с Брэкеттом участвовали в создании фильма Кросби «Rhythm on the River» (1940). Поскольку Кросби был ведущей звездой Paramount Pictures, а Уайлдер был главным режиссёром студии, было легко убедить руководителей дать им возможность сотрудничать. Уайлдер вспомнил, как читал о датском инженере Вальдемаре Поульсене, который в 1898 году продемонстрировал австрийскому императору Францу Иосифу I устройство магнитной записи на проволоку в надежде, что монарх поможет профинансировать его изобретение. Вместе с Брэкеттом они использовали этот исторический факт в качестве отправной точки для своего сценария, который изначально назывался «Венская история» (англ. Viennese Story).
В июне 1946 года начались основные съемки в Национальном парке Джаспер в провинции Альберта, Канада. Студия затратила 20 000 долларов, чтобы доставить  и посадить на месте съёмок сосны из Калифорнии, потому что Уайлдер был недоволен видом местных деревьев. Он также посадил 4000 белых ромашек, покрашенных в синий цвет, чтобы они лучше выглядели на плёнке.
Работа с Бингом Кросби с самого начала оказалась проблематичной. В перерывах между сценами он почти не общался с ведущей актрисой Джоан Фонтейн, которая позже вспоминала: «Кросби был не очень вежлив со мной … Не было обычного взаимопонимания с партнёрами. В то время я была звездой, но он относился ко мне так, будто никогда не слышал обо мне». Певец и актёр также игнорировал своего режиссёра. По словам Фонтейн: «Дело не в том, что он имел что-то против мистера Уайлдера. Он просто не обращал на него особого внимания. Однажды он сказал мне, что иногда он не понимал его забавный акцент». Хуже всего то, что Кросби имел склонность изменять свои реплики, произнося их «так, как он это чувствовал в данный момент», а Уайлдер был известен тем, что настаивал на том, чтобы реплики произносились точно так, как написано. «Бинг Кросби работал для себя, а не для коллектива или фильма», — вспоминал Уайлдер. «Он был большой звездой, самой большой, и он думал, что знает, что для него хорошо. Он чувствовал, чего ожидает его аудитория, и знал, как это сделать. Картина вышла не такой, как я хотел, но в этом не было вины Кросби. Был виновен я». В другой книге высказывается противоположная точка зрения: «Вопреки другим утверждениям, Уайлдер также заявляет о хороших рабочих отношениях с Кросби».